# Бернстайн, Джей (философ)
Джей Бернстайн (Jay M. Bernstein; род. 1947) — американский философ
, специалист по «континентальной философии» (европейской философии), в частности по Гегелю, Канту и Адорно, Университетский заслуженный профессор (University Distinguished Professor) New School for Social Research. Ранее в течение почти четверти века преподавал в Университете Эссекса, являлся деканом факультета гуманитарных наук; также был именным профессором в Университете Вандербильта. После чего в Новой школе. Интересы сосредоточены в областях этики, философии права, критической теории, эстетики и философии искусства, а также немецкого идеализма от Канта до Гегеля. «Torture and Dignity» называют его самой личной и самой прочувствованной книгой. А авторитетной реконструкцией этической мысли Адорно — «Адорно: разочарование и этика» (2001).

## Книги
- The Philosophy of the Novel (Minneapolis, 1984)
- The Fate of Art: Aesthetic Alienation from Kant to Derrida and Adorno (Oxford, 1992)
- Recovering Ethical Life: Jürgen Habermas and the Future of Critical Theory (1995)
- Adorno: Disenchantment and Ethics (New York, 2001)
- Against Voluptuous Bodies: Late Modernism and the Meaning of Painting (Stanford, 2006)
- Torture and Dignity: An Essay on Moral Injury (Chicago University Press, 2015, pp. 408, ISBN 9780226266329) {Рец.}
- Political Concepts: A Critical Lexicon (2018)

Работает над книгой Earth Justice.